# Ван Халл, Флорис Адриан
Барон Флорис Адриан ван Халл (нидерл. Floris Adriaan van Hall; 15 мая 1791, Амстердам — 29 марта 1866, Гаага) — нидерландский политический и государственный деятель, премьер-министр Нидерландов (19 апреля 1853—1 июля 1856 и 23 февраля 1860-14 марта 1861), юрист. Либеральный, позже консервативный политик.

## Биография
Сын сенатора, члена Первой палаты Генеральных штатов Нидерландов.
Изучал право в Амстердаме и университете Лейдена, получил докторскую степень в 1812 году в Амстердаме. Недолго работал юристом в фирме своего отца в Амстердам.
В 1813 году некоторое время служил в армии Наполеона, но бежал через Швейцарию и вернулся в Амстердам.
В 1832—1839 годах избирался членом провинциального совета Голландии, в 1840—1848 годах — членом провинциального совета Северной Голландии.
В 1842—1844 годах работал министром юстиции. В 1843-1844 годах — временно исполняющий обязанности министра финансов.
С февраля 1849 года — член Второй палаты Генеральных штатов.
В 1853 году временно исполнял обязанности министра по делам римско-католической службы.
В 1853—1856 и 1860 годах был министром иностранных дел Нидерландов, в 1854 и 1860—1861 работал министром финансов. 
В апреля 1856 года король Виллем III присвоил ему титул барона в знак признательности за его действия на посту министра иностранных дел во время Крымской войны, когда ему удалось отстоять голландский нейтралитет.
В 1853—1856 и 1860—1861 годах занимал пост премьер-министра Нидерландов.